# Сторожевське сільське поселення
Стороже́вське сільське поселення (рос. Сторожевское сельское поселение) — муніципальне утворення у складі Корткероського району Республіки Комі, Росія. Адміністративний центр та єдиний населений пункт — село Сторожевськ.

## Населення
Населення — 1644 особи (2017, 1756 у 2010, 2220 у 2002, 2438 у 1989).